# 希斯 (上比利牛斯省)
希斯（法語：Chis）是法国上比利牛斯省的一个市镇，位于该省北部，属于塔布区。该市镇总面积3.74平方公里，2009年时的人口为294人。

## 人口
希斯人口变化图示